# Copa dos Campeões Europeus da FIBA de 1974–75
A Copa dos Campeões Europeus da FIBA de 1974–75 foi a 18ª edição da principal competição europeia de clubes profissionais da Europa conhecida hoje como Euroliga. A final foi sediada no Arena Deurne em Antuérpia, Bélgica em 10 de abril de 1975. Na ocasião o Real Madrid foi vencido pelo Ignis Varèse por 79–66. Esta foi a sexta final consecutiva do Ignis Varese e a segunda final de três consecutivas entre as duas equipes. 

## Fase Preliminar
| Equipe 1         | Total   | Equipe 2                | 1.º jogo | 2.º jogo |
| ---------------- | ------- | ----------------------- | -------- | -------- |
| Alvik            | 184–172 | Csepel                  | 91–70    | 93–102   |
| Honka Playboys   | 150–152 | SSV Hagen               | 84–79    | 66–73    |
| Fribourg Olympic | 154–168 | Panathinaikos           | 76–89    | 78–99    |
| Sparta Bertrange | 159–193 | Partizani Tirana        | 89–103   | 70–90    |
| Transol RZ       | 194–120 | Sutton & Crystal Palace | 107–55   | 87–65    |

## Segunda Fase
| Equipe 1         | Total   | Equipe 2               | 1.º jogo | 2.º jogo |
| ---------------- | ------- | ---------------------- | -------- | -------- |
| Wisła Kraków     | 173–180 | Alvik                  | 94–87    | 79–93    |
| SSV Hagen        | 168–184 | Maes Pils              | 85–81    | 83–103   |
| Panathinaikos    | 156–203 | Maccabi Elite Tel Aviv | 76–90    | 80–113   |
| Partizani Tirana | 0–4*    | Balkan Botevgrad       | 0–2      | 0–2      |
| Transol RZ       | 185–141 | Muhafızgücü            | 96–65    | 89–76    |
| Slavia VŠ Praha  | 201–155 | Al-Zamalek             | 110–65   | 91–90    |
| Sefra Wien       | 254–112 | KR                     | 132–34   | 122–78   |

*Partizani Tirana desistiu antes do jogo de ida, dando ao Balkan Botevgrad a vaga para prosseguir na competição.
Automaticamente classificados para a fase de grupos
- Real Madrid (atual campeão)
- Ignis Varese
- Berck
- Zadar
- CSKA Moscou

## Fase de Quartas de Finais
|  | As duas melhores equipes passam para as semifinais |

|    | Team             | Pld | Pts | W | L | PF  | PA  | PD   |
| -- | ---------------- | --- | --- | - | - | --- | --- | ---- |
| 1. | Ignis Varese     | 5   | 10  | 5 | 0 | 990 | 789 | +121 |
| 2. | Zadar            | 5   | 9   | 4 | 1 | 909 | 819 | +90  |
| 3. | Maes Pils        | 5   | 8   | 3 | 2 | 895 | 879 | +16  |
| 4. | Sefra Wien       | 5   | 7   | 2 | 3 | 803 | 863 | -60  |
| 5. | Balkan Botevgrad | 5   | 6   | 1 | 4 | 746 | 889 | -143 |
| 6. | Slavia VŠ Praha  | 5   | 5   | 0 | 5 | 771 | 875 | -104 |

|    | Team                   | Pld | Pts | W | L | PF  | PA  | PD   |
| -- | ---------------------- | --- | --- | - | - | --- | --- | ---- |
| 1. | Real Madrid            | 4   | 8   | 4 | 0 | 833 | 649 | +184 |
| 2. | Berck                  | 4   | 6   | 2 | 2 | 708 | 723 | -15  |
| 3. | Maccabi Elite Tel Aviv | 4   | 6   | 2 | 2 | 748 | 734 | +14  |
| 4. | Transol RZ             | 4   | 6   | 2 | 2 | 697 | 706 | -9   |
| 5. | Alvik                  | 4   | 4   | 0 | 4 | 609 | 783 | -174 |
| 6. | CSKA Moscou*           | 0   | 0   | 0 | 0 | 0   | 0   | 0    |

*CSKA Moscou desistiu.

## Semifinais
| Equipe 1    | Total   | Equipe 2     | 1.º jogo | 2.º jogo |
| ----------- | ------- | ------------ | -------- | -------- |
| Real Madrid | 239–199 | Zadar        | 109–82   | 130–117  |
| Berck       | 164–184 | Ignis Varese | 85–86    | 79–98    |

## Final
Realizada em 10 de abril na Arena Deurne em Antuérpia
| Equipe 1     | Resultado | Equipe 2    |
| ------------ | --------- | ----------- |
| Ignis Varese | 79–66     | Real Madrid |

| Copa dos campeões europeus de 1974–75 Campeão |
| --------------------------------------------- |
| Ignis Varese 4º Título                        |